# Andrés Caparrós Martínez
Andrés Caparrós Martínez (Garrucha, Almeria, 13 de gener de 1944) és un periodista espanyol. Els seus fills, Alonso i Andrés, també són presentadors de televisió.

## Trajectòria professional
La seva carrera professional comença a Radio Juventud i durant els seus primers anys com a periodista va viure en primera persona els esdeveniments succeïts a l'accident nuclear de Palomares. El 1966 va marxar a Madrid on va començar a treballar a Radio Madrid. Anys més tard, el 1971, va fixar la seva residència a Barcelona, treballant a Radio Miramar.
La seva experiència televisiva es remunta al 1984 com a presentador del programa infantil Los Sabios de TVE amb la companyia d'Isabel Gemio.
Entre el 1985 i el 1987 va treballar a la Cadena SER com a presentador de programes de varietats i concursos i com a col·laborador del programa esportiu Carrusel Deportivo.
El 1989 torna a TVE i durant un any es posa al capdavant del programa La Hora del TPT que anteriorment havia estat presentat per José Luis Coll. Un any després Canal Sur el contracta com a presentador. Durant la seva etapa al canal autonòmic andalús es va fer càrrec dels programes A por todas (1990), Tal como somos (entre 1991 i 1992) i Quédate con la copla (entre 1992 i 1993).
El setembre de 1993 es va incorporar a Antena 3 Radio com a presentador del programa Noche de coplas. El 1994 va tornar a Radio España per a presntar el programa matinal Entre nosotros. El 1998 la televisió local de Marbella el va contractar per i un any més tard es va passar a Zeta Radio Onda Corazón, una emissora del Grupo Zeta informant sobre crònica social.
Des del 2006 col·labora amb l'emissora de ràdio City FM com a presentador del programa Las 4 y Caparrós.
Com a cantant ha enregistrat nou discs de cançó melòdica. El desembre de 2006 va ser proclamat candidat del Grupo Independiente de Almería (GIAL) per a l'alcaldia de Garrucha a les Eleccions Municipals del 2007.